# Zainteresowany
Zainteresowany – wyrażenie używane w kulturze ruchu świętych w dniach ostatnich (mormonów).
Odnosi się do osoby, która poważnie bada bądź zapoznaje się z mormońskimi wierzeniami. Zastanawia się przy tym nad zmianą religii oraz przyjęciem chrztu. Zainteresowanych, tak jednostki, jak i całe rodziny, odwiedzają przeważnie misjonarze posługujący w najbliższej gminie bądź okręgu Kościoła. Zainteresowani nauczani są podstaw mormońskiej doktryny, z reguły na podstawie specjalnie do tego przygotowanych lekcji. Prosi się ich także o przeczytanie Księgi Mormona oraz o modlitwę w celu uzyskania świadectwa o jej prawdziwości. Jest to zgodne z tak zwaną obietnicą Moroniego zawartą w rozdziale dziesiątym Księgi Moroniego.
W brzmieniu używanym przez polskich świętych w dniach ostatnich nie niesie ze sobą konotacji obecnych w oryginalnym, anglojęzycznym terminie (investigator). W języku angielskim wywodzi się bowiem od czasownika to investigate, sugerującego badanie czegoś bądź prowadzenie śledztwa mającego na celu odkrycie prawdy na jakiś temat. Powszechnie wykorzystywane w mormońskiej praktyce religijnej, ma długą tradycję występowania w zatwierdzonych przez Kościół materiałach wspomagających wysiłki misyjne. Pojawiło się już w A Systematic Program for Teaching the Gospel (1952), pierwszym systematycznym zbiorze lekcji oddanym do użytku osób posługujących na misji. Znalazło się wśród typowych słów i wyrażeń używanych przez świętych w dniach ostatnich, przedstawionych i żartobliwie zdefiniowanych przez Orsona Scotta Carda w książce Saintspeak: The Mormon Dictionary z 1981. Bywa obiektem krytyki z uwagi na swój wykluczający wydźwięk. Okólnik Pierwszego Prezydium z 22 czerwca 2018 wykreślił je zresztą z obecnie używanego podręcznika dla misjonarzy.